# Stara Ziemia
Stara Ziemia – powieść fantastyczna Jerzego Żuławskiego wydana w 1911 w Krakowie w wydawnictwie „Gebethner i Wolff”, trzecia część Trylogii księżycowej (1903–1911).

## Treść
Czas akcji toczy się mniej więcej równocześnie z akcją powieści Zwycięzca, tylko w innym miejscu - na Ziemi. Jest przełom XXIX i XXX wieku. Europa zjednoczyła się w jeden organizm państwowy, któremu patronuje system spółek spółdzielczych. Niezwykłe maszyny i wynalazki zapewniają dobrobyt mieszkańcom. Nie ma jednak powszechnego egalitaryzmu. Burżuazja utrzymuje się dzięki pracy robotników, obsługujących setki maszyn, wykonujących wciąż te same zautomatyzowane czynności. Państwo staje się potężną i bezduszną maszyną ograniczającą wolność jednostki. Grupa intelektualistów pragnie przejąć władzę, wykorzystując niezadowolenie robotników, którymi gardzi. Istotną funkcję pełni w powieści cudowny wynalazek - przyrząd unicestwiający materię skonstruowany przez genialnego naukowca Jacka - głównego bohatera powieści. Owa potężna broń użyta jako obiekt przetargu w rozgrywkach politycznych przyczynia się do reformy ustroju...
Tworząc swoją wizję przyszłości Żuławski podejmuje polemikę z modernistycznymi koncepcjami naprawy świata. Jego prognoza to też reakcja na program odnowy socjalistów, oceniany jako metoda fantastyczna.